# Cantó d'Antíbol i Biòt
El cantó d'Antíbol-Biòt és un cantó francès del departament dels Alps Marítims, situat al districte de Grassa. Compta amb un municipi i part del d'Antíbol.

## Municipis
- Antíbol
- Biòt

## Història
| Data d'elecció                           | Identitat    | Partit                     | Qualitat |
| ---------------------------------------- | ------------ | -------------------------- | -------- |
| 1970-1988                                | Pierre Merli | Divers gauche, després UDF |          |
| 1988-2001                                | Henri Pricco | UDF                        |          |
| 2001-                                    | Eric Pauget  | RPR, després UMP           |          |
| les dades anteriors no són pas conegudes |              |                            |          |
|                                          |              |                            |          |

| 1962 | 1968 | 1975 | 1982 | 1990 | 1999   | 2006   |
| ---- | ---- | ---- | ---- | ---- | ------ | ------ |
| -    | -    | -    | -    | -    | 35.410 | 39.200 |